# St. Georgen (Halle)

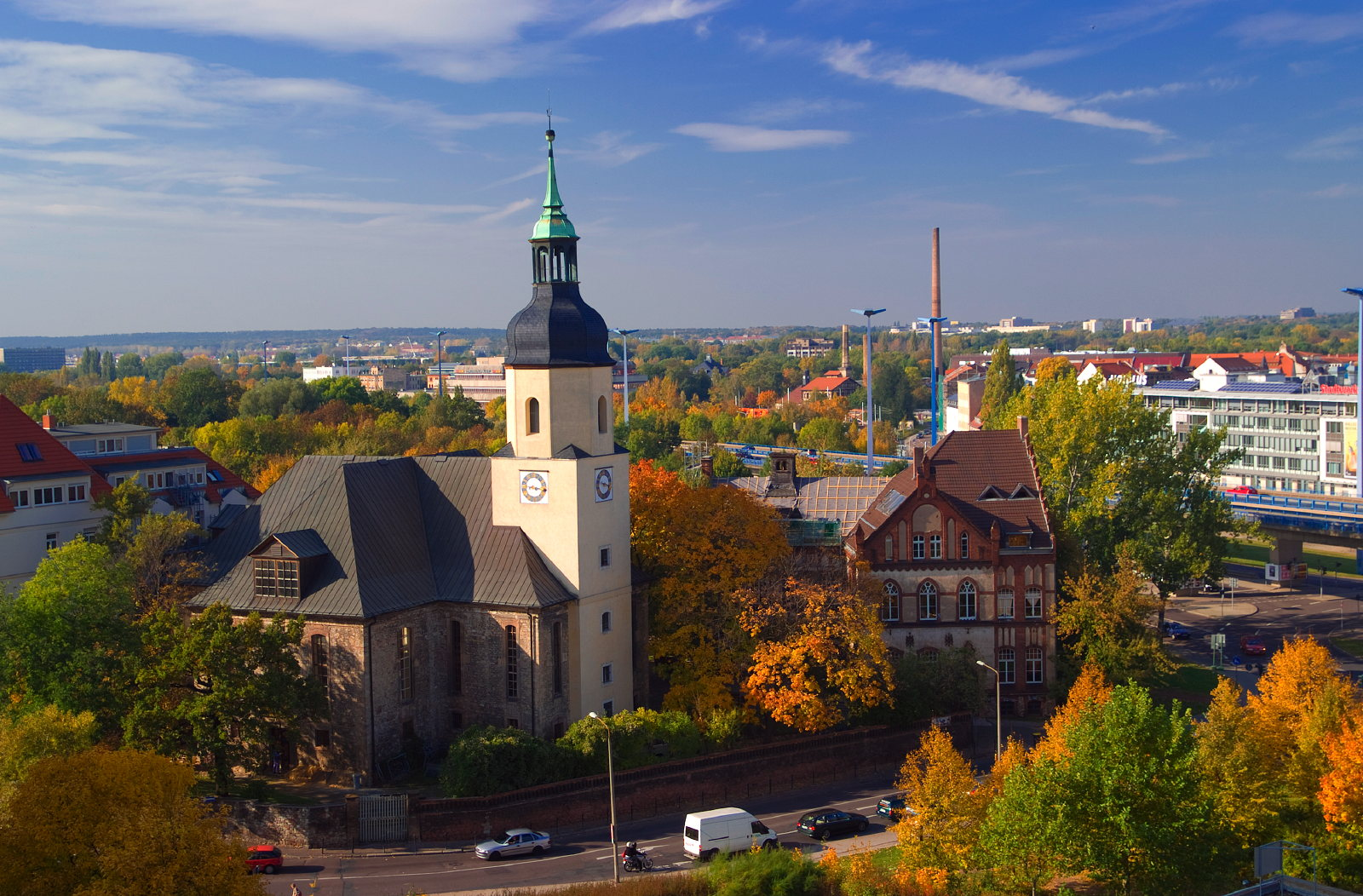
Kirche St. Georgen in Halle

Die heute freikirchlich genutzte St. Georgen steht am südwestlichen Rand des Stadtzentrums von Halle (Saale) außerhalb der ehemaligen Stadtbefestigung in Glaucha, einer Vorstadt Halles. Die Kirche wurde bei einem amerikanischen Luftangriff am 6. April 1945 und durch Artilleriebeschuss am 16. April erheblich beschädigt. Sie wurde vereinfacht wieder instand gesetzt, 1985 zur Sprengung vorbereitet und ab 1990 generalsaniert.

## Geschichte
Die erste urkundliche Erwähnung der St.-Georgen-Kirche datiert auf das Jahr 1121, als sie dem Kloster Neuwerk in Halle unterstellt wurde. Von 1231 bis 1557 gehörte die Kirche zum Zisterzienserinnenkloster „St. Marien“ und wurde in dieser Zeit von den Nonnen des Klosters und der Pfarrgemeinde Glaucha gemeinsam genutzt. Für das Jahr 1522 ist die Tätigkeit Thomas Müntzers als Kaplan belegt. Im Jahr 1692 übernahm August Hermann Francke die Pfarrstelle an St. Georgen, die er bis 1715 innehatte. In dieser Zeit gründete er das Waisenhaus, aus dem später die Franckesche Stiftungen hervorgingen. Durch ein nach dem Frühgottesdienst vergessenes Kohlepfännchen brannte die Kirche St. Georgen am 6. Dezember 1740 bis auf die Grundmauern nieder. An ihrer Stelle wurde 1740 bis 1744 der heutige Bau errichtet. Dazu sind historische Baupläne überliefert, die 2023 von den Franckeschen Stiftungen erstanden wurden. St. Georgens Grundriss folgt einem griechischen Kreuz. Der einfache Turm steht auf quadratischem Grundriss an der Ostseite. Ab der Höhe des Dachfirsts des Kirchenschiffes wurde der Turm in oktogonaler Form fortgeführt. Er wird von einer welschen Haube abgeschlossen. Der große Innenraum der Kirche verfügte mit beiden Emporen über 3.000 Sitzplätze und hatte das damit größte Fassungsvermögen aller halleschen Kirchen. Ab 1749 baute Heinrich Andreas Contius eine Orgel mit zwei Manualen und 28 Registern. Die Fertigstellung erfolgte im Jahr 1751.
Von Oktober bis Dezember 1813 diente die Kirche als Lazarett für Verwundete der Völkerschlacht bei Leipzig.
In den Jahren von 1859 bis 1863 erstellte August Ferdinand Wäldner eine neue Orgel mit zwei Manualen und 24 Registern. 1925–1926 stellte Wilhelm Rühlmann junior ein neues Orgelwerk mit pneumatischer Traktur, zwei Manualen und 34 Registern (davon 3 Transmissionen) hinter den alten Prospekt, der dafür seitlich erweitert werden musste.
Kurz vor Kriegsende, bei einem amerikanischen Bombenangriff auf Halle am 6. April 1945, schlug eine Sprengbombe dicht neben der Kirche ein, verursachte starke Risse im Mauerwerk, zerstörte Fenster und Türen und deckte die Dächer von Kirchenschiff und Turm ab. Am 16. April erlitt die Kirche durch Artilleriebeschuss weitere Schäden. Nur mit dem Notwendigsten saniert, wurde St. Georgen 1948 erneut geweiht. In den 1970er-Jahren sank durch die großflächige Umgestaltung des Ortsteiles Glaucha (Abriss der historischen Bausubstanz) die Größe der Gemeinde St. Georgen spürbar, wodurch der Unterhalt des Gebäudes erschwert wurde.
Mit Beginn der 1980er-Jahre war die Kirche zudem den Infrastrukturplänen der sozialistischen Städteplaner zunehmend im Wege. Erhaltene Pläne zeigen eine über das Kirchengrundstück unmittelbar am Gebäude verlaufende vierspurige Schnellstraße. Ein ungeklärter Brandanschlag am 10. Januar 1985 richtete nur geringen Schaden auf einer der Emporen an. Aufgrund eines Gutachtens, das die Statik des Gebäudes infrage stellte, wurde im Herbst desselben Jahres die Sprengung verfügt und vorbereitet, ohne die Gemeinde davon in Kenntnis zu setzen. Buchstäblich in letzter Minute konnte die Sprengung durch Abnahme der Dachdeckung verhindert werden.
In der Folgezeit wurden die Emporen aufgrund ihres desolaten Zustandes entfernt. Von der ursprünglichen Inneneinrichtung der Kirche ist nur der Altar erhalten.
1989 war das Pfarrhaus einer der zentralen Treffpunkte der kirchlichen Opposition in Halle.
Ab 1990 wurde die Außenhülle der Kirche instand gesetzt. Wirtschaftliche Überlegungen führten dazu, statt der ursprünglichen Schieferdeckung ein wartungsarmes Kupferdach zu verbauen. Die Kirche wird von der freikirchlichen Evangeliumsgemeinde genutzt.

## Glocken
Der Kirchturm trägt heute zwei Glocken. Die große Glocke ist das vermutlich größte Werk des halleschen Gießers Friedrich August Becker. Sie wurde 1755 gegossen und besitzt unter anderem eine sehr reiche Gestaltung und erklingt im Nominal h°. Die zweite Glocke wurde 1963 durch die VEB Glockengießerei Schilling aus Apolda gegossen und trägt den Namen August Hermann Franckes, sie wird „Francke-Gedächtnisglocke“ genannt und erklingt im Nominal cis’. Beide Glocken läuten an gekröpften, genieteten Stahljochen mit Reversionsklöppeln.